# Джулани, Даниэль
Даниэль Джулани (ивр. דניאל גולאני‎; укр. Даніель Джулані;, род. 19 марта 2003 года, Израиль) — нападающий клуба Маккаби (Петах-Тиква) и юношеских сборных Украины.

## Международная карьера
Мать Даниэля украинка, из-за чего у него возникли проблемы с получением израильского паспорта до 18 летнего возраста (имел статус постоянного жителя). Футболист оформил украинское гражданство и был заигран за юношеские сборные Украины.
Был приглашён играть в молодёжную сборную Украины (до 21 года), но ещё не принял решения, за какую из сборных будет играть, после решения вопроса с израильским гражданством. По словам футболиста, предпочёл бы сборную Украины.

## Статистика футболиста

### Клуб
| Клуб                  | Сезон   | Лига         | Лига | Лига  | Кубок | Кубок | Кубок Лиги | Кубок Лиги | Другое | Другое | Всего | Всего |
| Клуб                  | Сезон   | Дивизион     | Игр  | Голов | Игр   | Голов | Игр        | Голов      | Игр    | Голов  | Игр   | Голов |
| --------------------- | ------- | ------------ | ---- | ----- | ----- | ----- | ---------- | ---------- | ------ | ------ | ----- | ----- |
| Маккаби (Петах-Тиква) | 2019-20 | Лига Леумит  | 7    | 1     | 1     | 0     | 0          | 0          | 0      | 0      | 8     | 1     |
| Маккаби (Петах-Тиква) | 2020-21 | Премьер-лига | 9    | 0     | 1     | 0     | 3          | 0          | 0      | 0      | 10    | 0     |
| Маккаби (Петах-Тиква) | 2021-22 | Премьер-лига | 0    | 0     | 0     | 0     | 0          | 0          | 0      | 0      | 0     | 0     |
| Всего                 | Всего   | Всего        | 16   | 1     | 2     | 0     | 3          | 0          | 0      | 0      | 22    | 1     |

Уточнения
1. ↑  Кубок Израиля по футболу
2. ↑  Кубок Тото